# Ettadhamen Mnihla
Ettadhamen Mnihla är en kommun i norra Tunisien, och är belägen i guvernementet Ariana. Den hade 142 953 invånare vid folkräkningen 2014, och består av de två arrondissemangen Ettadhamen och El Mnihla. Kommunen är belägen strax norr om landets huvudstad, Tunis, och ingår i denna stads storstadsområde. 